# Foodporn

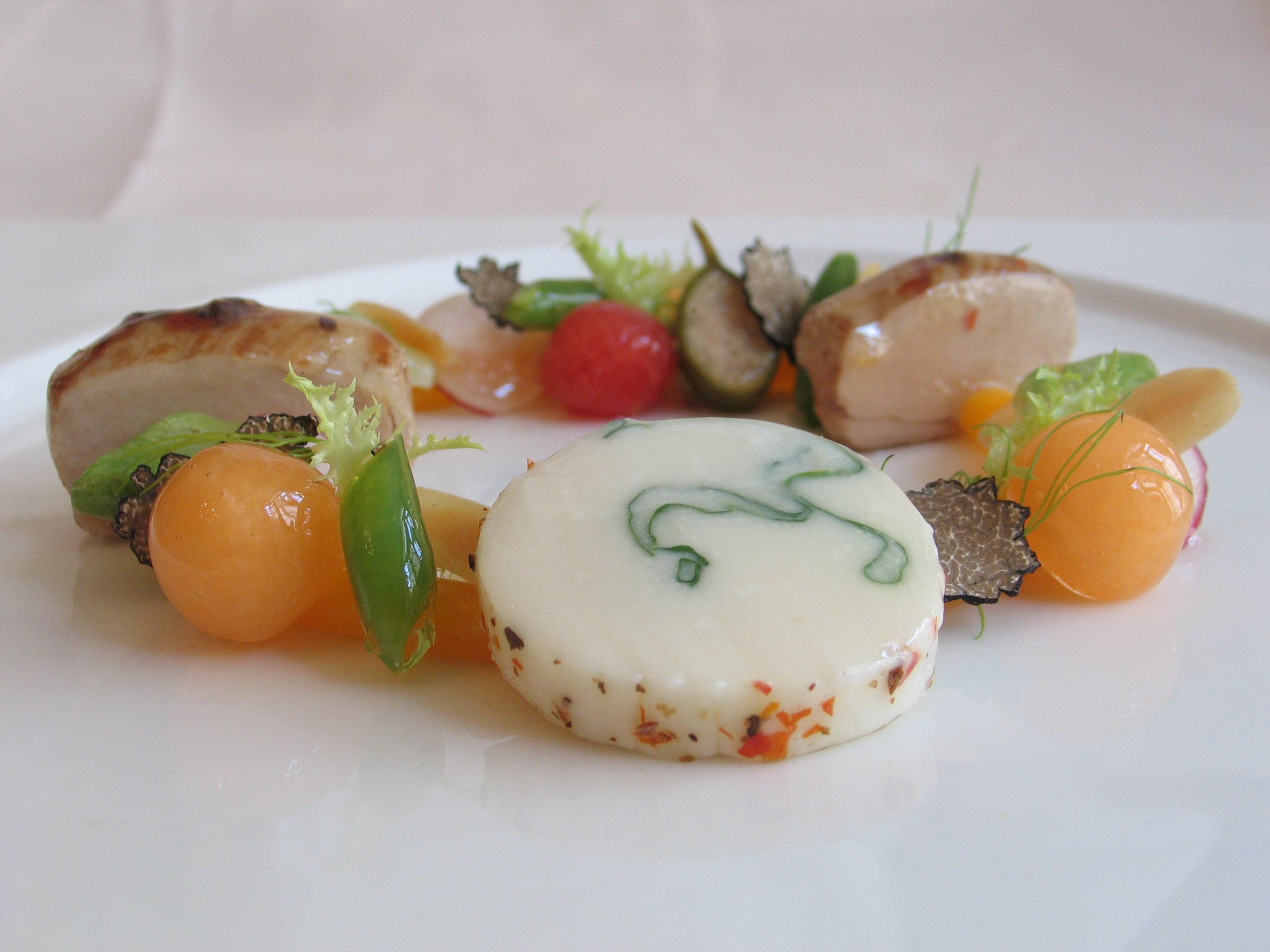
Antipasti

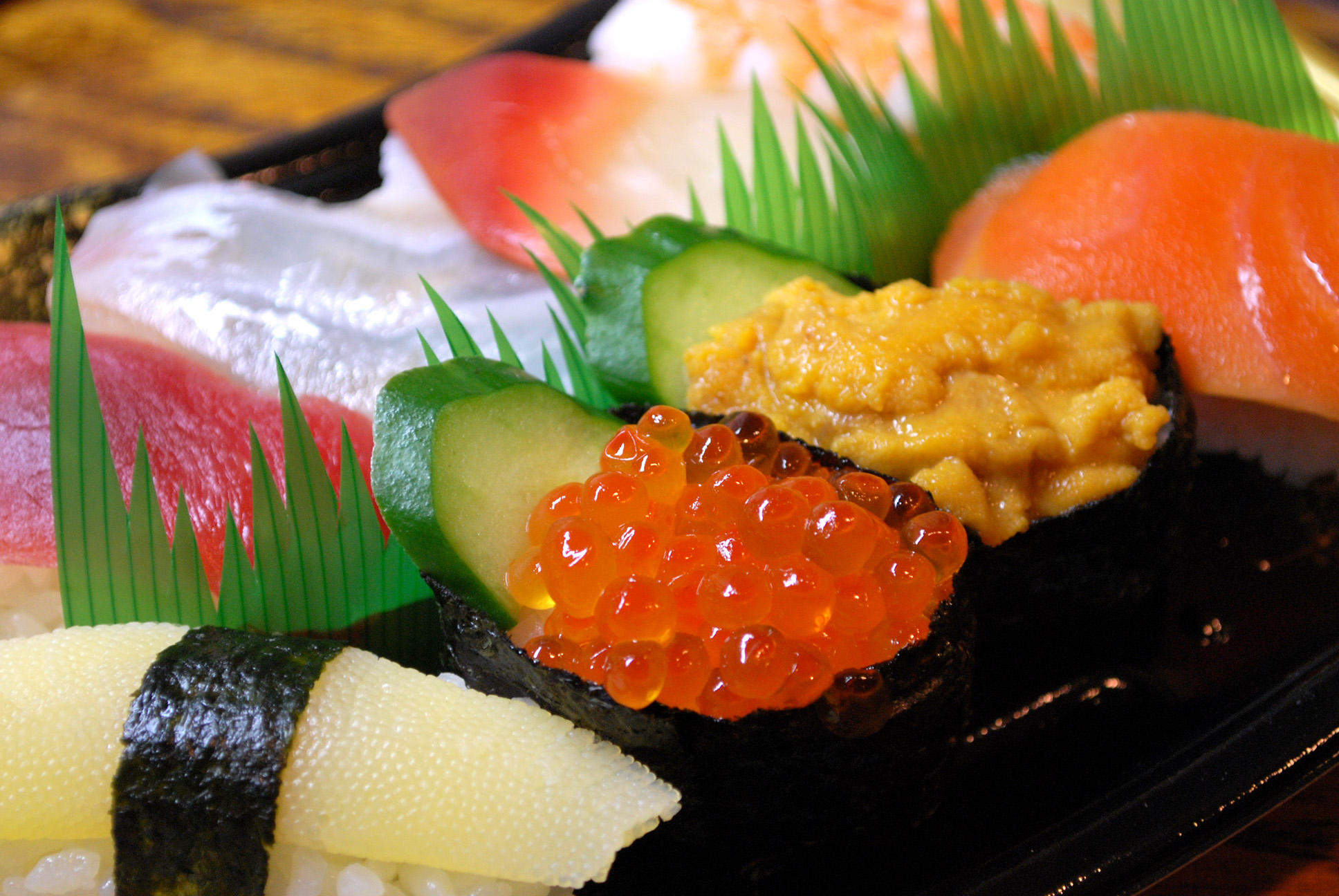
Sushi

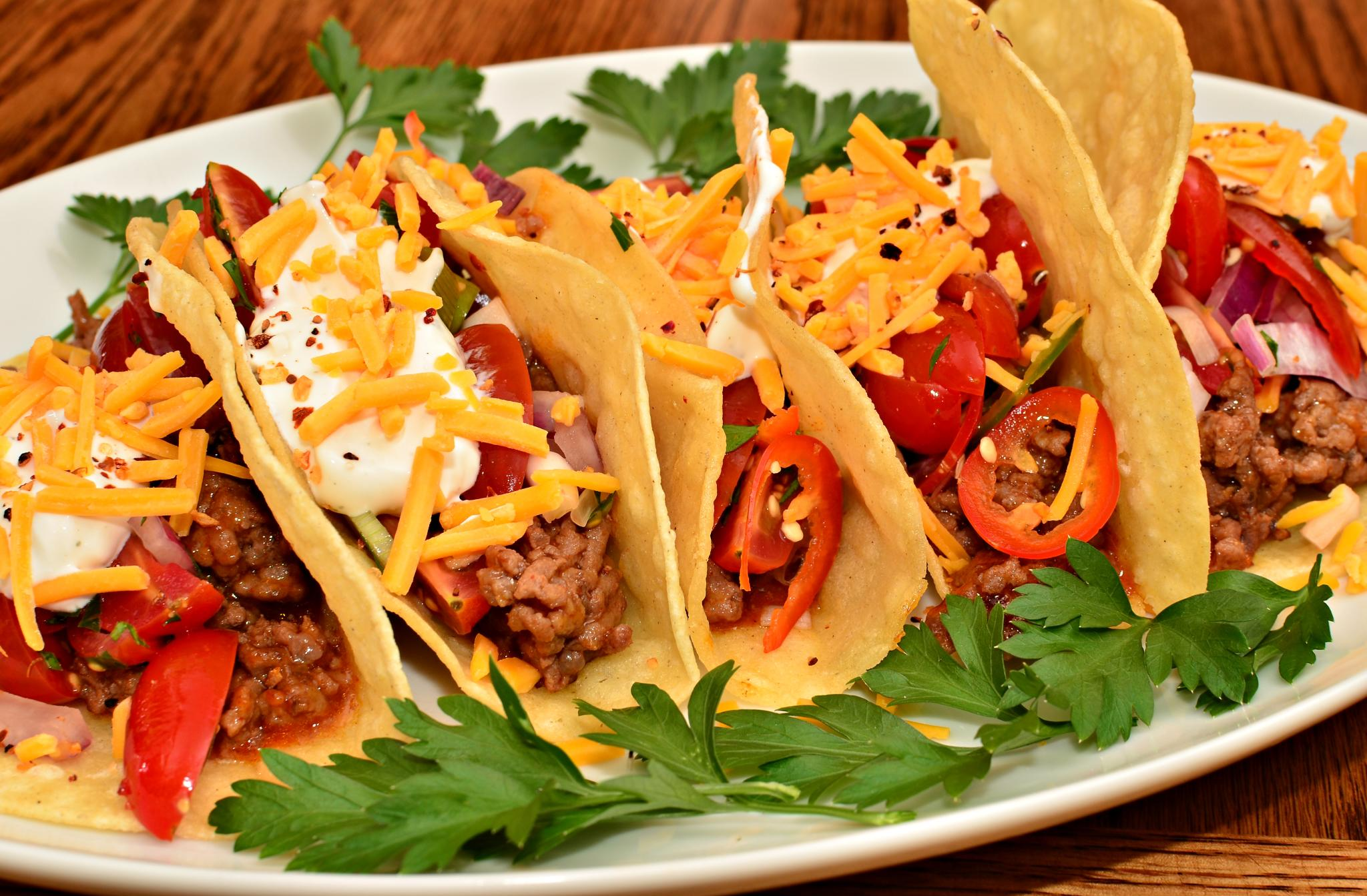
Tacos

Foodporn (auch Food Porn, Engl. für Essens-Pornografie) bezeichnet als Neologismus die oftmals glamouröse und spektakuläre Darstellung von Speisen, um sie im Internet zu verbreiten. Foodporn zielt darauf ab, Gefühle auszulösen und betont das Aussehen von Gerichten vor allen anderen Eigenschaften. Die Sinnesfreuden von Lebensmitteln werden in den Vordergrund gestellt. „Food-Porn“ ging aus lebensmittelbezogenen Filmen und Medien hervor, wo auf den Titelseiten extreme Nahaufnahmen glitzernder Gerichte präsentiert werden und Fernsehsendungen voyeuristisch Bilder perfekter Mahlzeiten auf Designertellern zeigen.

## Begriffsbestimmung

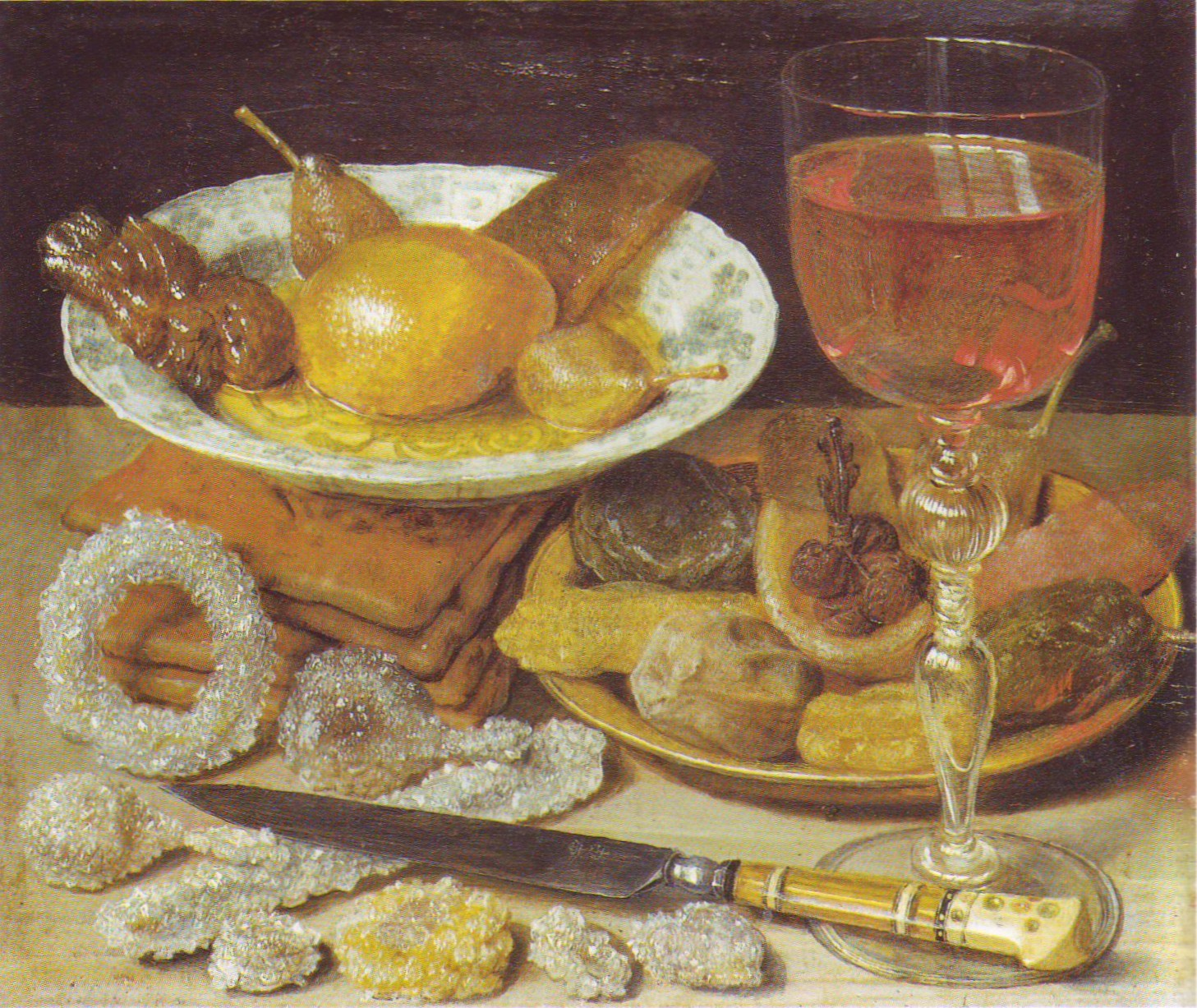
Georg Flegel: Stillleben mit Gebäck und Zuckerwerk, circa 1636, Städel Museum, Frankfurt am Main

Foodporn ist ein Mischwort aus englisch food ‚Essen‘ und englisch porn ‚Porno‘ (Abkürzung für pornography). Der Begriff wird verwendet, um die attraktiven Eigenschaften zu beschreiben, die Menschen bei der visuellen Darstellung von Lebensmitteln in Medien wie Kochbüchern, Kochsendungen, Websites und Social-Media-Plattformen anstreben.
Bezog sich der Begriff seit den 2000er Jahren vorwiegend auf das Internet, wird er auch in der aktuellen Forschung nicht nur zur Bezeichnung des Inhalts professioneller Blogs zum Thema verwendet, sondern auch auf Lebensmittelmedien wie Kochbücher und Kochsendungen im Fernsehen bezogen. Bilder von Speisen finden sich zahlreich auch in der Werbung. Der Begriff kann sich auf die fotografierte Nahrung einschließlich ihrer Präsentation und der Produktion von Standbildern oder Videobildern beziehen, aber auch auf die immer häufiger praktizierte Fotografie von Lebensmitteln für soziale Netzwerke oder den öffentlichen Austausch.
Viele Nutzer sozialer Netzwerke teilen Fotos von Speisen in Sozialen Netzen wie Instagram, Twitter und Facebook; dabei wird oft der Hashtag „#foodporn“ verwendet. Der Trend kam zu Beginn der 2000er Jahre auf. Häufig finden sich stilisierte Nahaufnahmen. Trendforscher sprechen von einem Zeitgeistphänomen und einer neuen Form, Individualität zu zeigen. Spezielle Fotofilter aktueller Apps für Smartphones rücken die Speisen in ein besonders gutes Licht.
Eine Spielart ist die Darstellung von Nahrung, die als besonders ungesund gilt, wie beispielsweise Nudeln, Pommes frites, Hamburger, Kuchen, Speck, Eierkuchen, Pizza und Plätzchen. Auch die Präsentation eines gegenteiligen Gesundheitsbewusstseins ist festzustellen, indem frische, knackige Salate und aktuelle Trends im Street Food dargestellt werden. Ein Marketing-Trend ist Superfood, das visuell ansprechend ist und als gesund gilt, über dessen Geschmack aber debattiert wird. Hier wird Nahrung wie Avocados und Smoothies gezeigt, aber auch frische Säfte, Früchte, alte Getreidesorten und Müsli. In gastronomischer Sekundärliteratur wird der Begriff diskutiert, er ist aber umstritten.

## Verbreitung
Die Ästhetik und Praxis von Foodporn wurden durch den Aufstieg von Blogs und Webseiten, die sich der Nahrungsmittelproduktion und dem Konsum widmen, popularisiert. Kostenlose Blogging-Plattformen mit vorgefertigten Vorlagen wie Blogger und WordPress reduzierten die finanziellen und technischen Eintrittsbarrieren und ermöglichten sowohl die Teilnahme von Profis als auch von Amateuren. Im Jahr 2012 gab es zwischen 8.000 und 11.500 aktive englischsprachige Blogs, die sich der Thematik widmeten.
In den Jahren 2014 und 2015 war „Essen“ die zweithäufigste Suchkategorie im Internet. Daraus lässt sich schließen, dass die Beliebtheit von Foodporn nicht nur auf Strategien des Marketing und die Lebensmittelindustrie zurückzuführen ist.
2015 waren 178 Millionen Fotos auf dem Foto-Netzwerk Instagram mit dem Hashtag „#Food“ versehen worden. Unter dem Hashtag „#foodporn“ gab es im gleichen Jahr 54 Millionen und 2016 schon über 92 Millionen Bilder. 2019 existieren bereits 204 Millionen Bilder mit diesem Hashtag.
Eine Umfrage des Meinungsforschungsinstituts YouGov im Jahr 2016 ergab, dass 43 Prozent der Deutschen von Speisefotografie inspiriert werden. 61 Prozent der Deutschen gaben an, ihr Essen schon einmal fotografiert zu haben. 55 Prozent davon schufen ein Bild von selbst zubereiteten Speisen und 44 Prozent fotografierten gutaussehendes oder gut schmeckendes Essen im Restaurant. Jeder Dritte gab an, schon einmal Essen auf Reisen fotografiert zu haben. Jeder vierte Essensfotograf veröffentlichte das Bild in Sozialen Netzwerken.
Eine Umfrage in den USA ergab 2016, dass 63 Prozent aller 13- bis 32-Jährigen mindestens ein Foto von Nahrungsmitteln, Mahlzeiten oder Getränken in einem sozialen Netzwerk geteilt haben. 57 Prozent verbreiteten regelmäßig Bilder von Mahlzeiten, bevor sie sie einem Verzehr zuführten.

## Geschichte

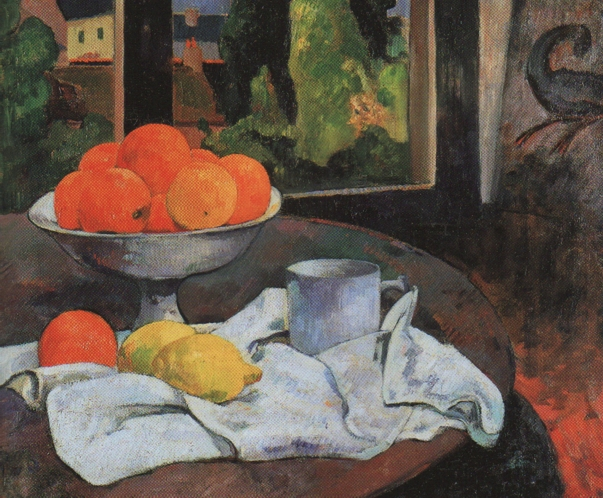
Paul Gauguin: Stillleben mit Fruchtschale und Zitronen, 1890, Museum Langmatt

Die Bedeutung der visuellen Erscheinung eines Gerichts wurde bereits in der Antike erkannt. Schon im 1. Jahrhundert nach Chr. schrieb vermutlich der römische Feinschmecker und Autor Apicius „Das Auge isst zuerst“.
Die Inszenierung visuell ansprechender und statusträchtiger Lebensmittel ist spätestens seit der Renaissance um 1500 in der Kunstgeschichte zu finden.
Eine Studie, die Gemälde von Essen der letzten 500 Jahre auswertete, fand heraus, dass sie häufig Nahrung abbilden, die heute als ungesund gilt: Salz, Brot, Fleisch in großen Mengen. Auch Renaissance-Gemälde von Familienmahlzeiten zeigten ein ähnliches Bild. Von 36 Bildern zeigten nur 8 Bilder Gemüse. Es wurden insgesamt eher Lebensmittel abgebildet, die als luxuriös galten oder ästhetisch ansprechend, was Ähnlichkeiten zum Phänomen Foodporn der Gegenwart zeigt.
Der gemeinsame Verzehr von Lebensmitteln hat seit langem einen besonderen sozialen Raum abgegrenzt und definiert Kreise der Vertrautheit, in denen das gemeinsame Speisen oder auch die Kennzeichnung eines besonderen Anlasses durch besondere Gerichte ein Gefühl der intimen sozialen Zugehörigkeit unter den Anwesenden fördert.
Untersuchungen zufolge prägten die Bilder von Speisen bereits in der Vergangenheit die aufstrebenden Klassen, denen ein Sozialer Aufstieg gelungen war.
Die gesellschaftliche Ausdifferenzierung zeigt sich immer auch darin, wie Speisen repräsentiert und konsumiert werden. Herrscher inszenierten ihre Macht durch kunstvoll arrangierte Bankette. Stilllebenmaler im 17. Jahrhundert romantisierten natürliche Aspekte der Speisen und setzten repräsentative Tafeln unter anderem mit dem Effekt Trompe-l’œil in Szene. Prägend waren die Stillleben von Frans Snyders, dessen Auftraggeber sich als Elite mit Kunst- und Kulinarverstand ansahen. Foodporn als Genre hat Ähnlichkeiten zum Genre des Stilllebens, das Vorstellungen von visueller Darstellung von Speisen bis heute prägt, selbst wenn Stillleben im Gegensatz zum Phänomen Foodporn eher unverarbeitete Lebensmittel wie Brot, Wein, Wasser, Fleisch und Obst abbilden. Die Ästhetik der Farbkomposition und die Anordnung der Speisen dieses Genres lässt sich dennoch auch in heutigem Foodporn feststellen. Beim Phänomen Foodporn wird allerdings oft auch das Kochen als Praxis dargestellt und vermittelt.
Der im Zusammenhang mit visueller Ästhetik von Speisen vielfach dem Philosophen Ludwig Feuerbach zugesprochene Ausspruch „Der Mensch ist, was er isst“, der auf die Inszenierung von sozialem Status durch Speisen verweist, stammt neuerer Forschung zufolge nicht von Feuerbach, sondern entstand bereits um 1820.
In der Geschichte der Speisefotografie finden sich immer wieder Verweise auf die Kunstgeschichte und ihre Epochen. Die vom Fotografen Charles Jones um 1900 fotografierten Lauchstangen können an Édouard Manets Bild von Spargelbündeln erinnern. Paul Strands Stillleben einer Birne (1916) erinnern an den Kubismus aus dem damaligen Frankreich. Irving Penns Fotos von Rechtecken aus tiefgefrorenen Himbeeren, Blaubeeren, Aprikosen und Erbsen wirken konstruktivistisch.
Edward Weston inszenierte Gemüse und Obst als erotische Essensaufnahme. Zum Beispiel fotografierte er in der ersten Hälfte des 20. Jahrhunderts Paprika wie Akte.
Der Semiotiker Roland Barthes zeigte bereits in den 1950er Jahren, dass die kommerzielle Speisefotografie das Gericht Steak in seinen verschiedenen Variationen als Zeichen für Klassenzugehörigkeit, regionale Verwurzelung oder psychologische Verfassung darstellte. Der Soziologe Pierre Bourdieu stellte fest, dass die aufstrebende Bourgeoisie am ehesten zu Lebensmitteln neigte, die den Geschmack der Oberschicht nachahmen.
Der Begriff Food Porn tauchte das erste Mal in den späten 1970er Jahren auf, aber seine Verwendung hat sich seitdem stark gewandelt.
Die Prägung des Begriffs wird auch der Feministin Rosalind Coward zugeschrieben, die ihn 1984 benutzt hat. Von da an bezeichnete er gelegentlich schon Hochglanzbilder von Speisen. 2004 wurde auf der Bildplattform Flickr eine Kategorie „Foodporn“ für Speisefotografie angelegt, die rasch populär wurde.

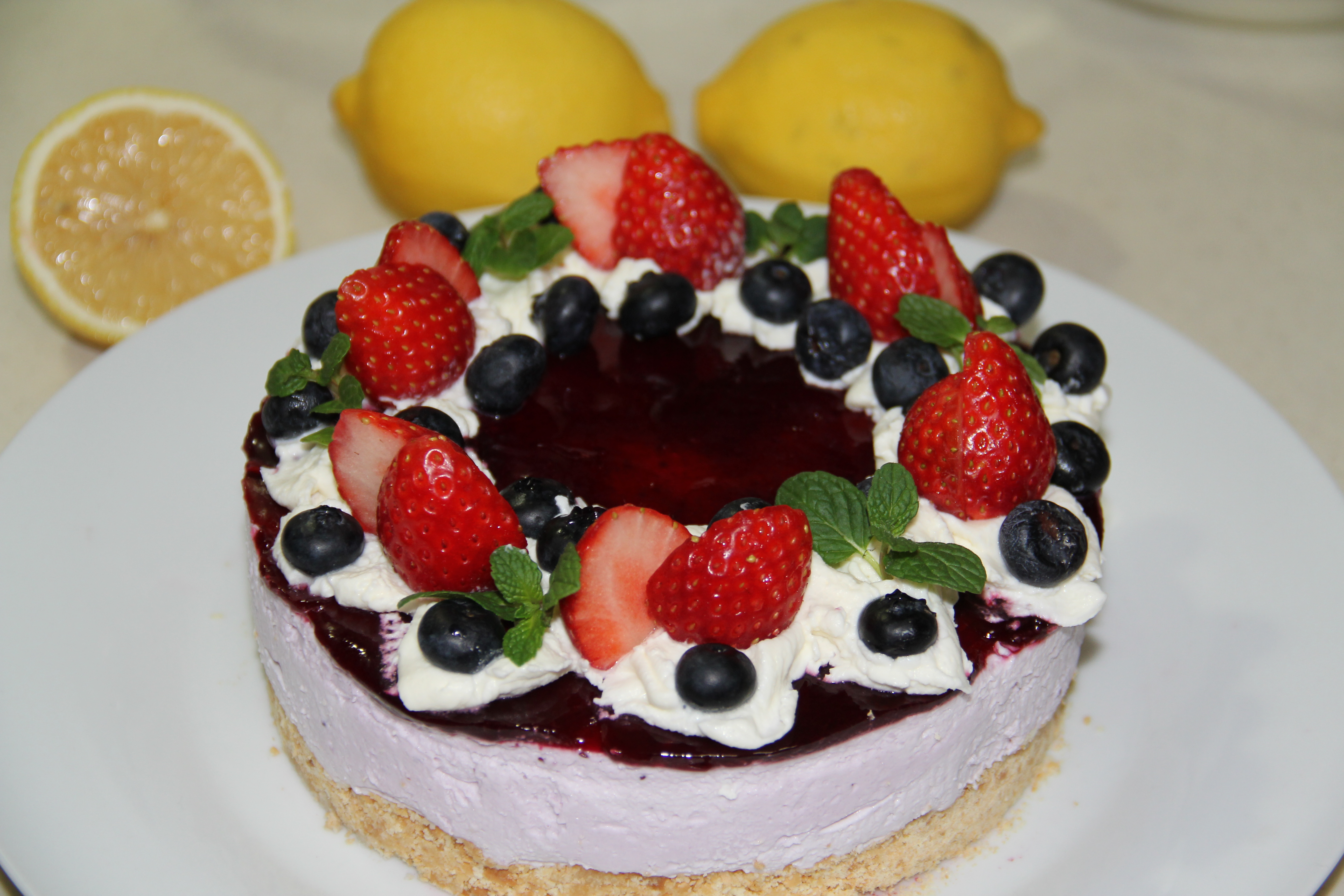
Eine Torte mit frischen Erd- und Blaubeeren

Richteten sich Kochsendungen der zweiten Hälfte des 20. Jahrhunderts noch eher an Hausfrauen und galten eher ältere Herren als Gourmets, verschob sich im 21. Jahrhundert das Bild von Essen und Kochen: Popstars treten in Kochsendungen auf und Modezeitschriften wie die Vogue drucken Kochrezepte.
Auch im 21. Jahrhundert ermöglicht die öffentliche Weitergabe von Fotos von ästhetisierten Lebensmitteln die öffentliche Demonstration von Sozialprestige und damit die Teilhabe an kulturellem Kapital als einer Form des auffälligen Konsums. Besonders diese sozialen Bereiche prägen Untersuchungen zufolge auch Foodporn in der Gegenwart.

## Soziologische Aspekte
In der Wissenschaft und der Soziologie der Gegenwart herrscht in den Theorien über das Phänomen keine Einigkeit, auch die Auswirkungen auf die Konsumenten von Foodporn sind umstritten. Gründe für die Inszenierung von Speisen in sozialen Netzwerken durch User sind die Dokumentation von Kreativität, die Archivierung von Erinnerungen, die Kommunikation zwischen Teilendem und Betrachtendem und die Darstellung der Identität, wie sie auch im Bereich der Mode oder des Musikgeschmacks zu finden ist. Ein Bild einer Speise bietet die Möglichkeit, einen flüchtigen Augenblick überdauern zu lassen und die Erfahrung des Augenblicks zu teilen. Menschen stellen sich darüber, was sie essen, nach außen hin dar und kommunizieren so auch die eigenen Werte, Vorlieben, Orientierungen und ihre Individualität.
Die Dokumentation von Gerichten und Mahlzeiten hat auch eine Funktion ähnlich dem Schreiben eines Tagebuches. Es zielt oft nicht nur auf Erinnerungen an die Speisen, sondern auch an den Anlass, die Begleiter und Stimmungen.
Der visuelle Genuss kann auch als Ersatz dafür dienen, dass der Alltag oft nicht die Möglichkeit zur Zubereitung aufwendiger Speisen bietet. Der Philosoph Robert Pfaller entwickelte das Konzept der Interpassivität, das davon ausgeht, dass der passive Konsum von Kochzeitschriften und Kochsendungen den Mangel an Zeit und Muße im Alltag kompensiert.
Die Darstellungen von Essensgewohnheiten können sehr variabel sein. So wird auf der einen Seite eine Verbindung zwischen Nahrung, Gesundheit, Kontrolle und Selbstdisziplin hergestellt, wogegen andere Protagonisten des Foodporn exzessives ungesundes Essen als Genuss darstellen und damit eine Freude an der Überschreitung teilweise kulturell akzeptierter sozialer Normen reproduzieren.
Foodporn kann als spielerisch und vergnüglich verstanden werden, es gibt aber auch Ansätze, ihn politisch als eine Form der „postfeministischen Medienproduktion“ zu betrachten.
Die Soziologin Eva Barlösius weist darauf hin, dass ein „Like“ in einem sozialen Netzwerk ein Verstehen der Inszenierung von Foodporn von Seiten des Rezipienten anzeigt.

## Kritik
Wurde der Begriff früher häufig abwertend verwendet und die Verschiebung des Themenbereiches der Nahrungsaufnahme in ein verlockendes Bild, das nur vom Auge konsumiert wird, verspottet, ist der Begriff in der Gegenwart immer weniger moralisch belastet.
Als problematisch kann angesehen werden, dass die im Fernsehen gezeigten Speisen implizit Normen setzen. Aus Sicht der Hirnforschung führt das Gehirn unwillkürlich eine Simulation davon durch, wie es wäre, das betrachtete Essen zu verzehren, es kann zwischen Bildern von Essen und echten, tatsächlichen Mahlzeiten nicht gut unterscheiden. Das Gehirn entscheidet in Bruchteilen von Sekunden darüber, wie gut das gezeigte Essen schmecken würde. Foodporn kann den Speichelfluss anregen. Schon das Lesen der Beschreibung von ansprechendem Essen kann eine ähnliche Wirkung haben. Bei der Betrachtung von Foodporn werden zahlreiche Hirnareale aktiviert, wie das Geschmacksareal (Inselrinde) und das Belohnungsareal (Operculum und der orbitofrontale Kortex). Foodporn bringt Probleme und Gefahren für die Gesundheit mit sich. Eine Studie fand heraus, dass die Betrachtung von Bildern attraktiver Speisen den Appetit steigert. Das Hungergefühl stieg stark an, wenn den Teilnehmern ein Video mit Pfannkuchen, Waffeln, einem Hamburger und Eiern gezeigt wurde. Der Effekt war unabhängig davon, ob die Teilnehmer länger nichts gegessen oder gerade erst eine Mahlzeit zu sich genommen hatten.
Oft ist Nahrung mit einer ansprechenden optischen Erscheinung zwar die, die das Gehirn aus Sicht der Hirnforschung besonders attraktiv findet, sie ist aber nicht aus dem Bereich gesünderer Ernährung.
Wissenschaftler der University of Oxford warnen, dass das regelmäßige Betrachten von Foodporn zu Übergewicht führe und weisen darauf hin, dass ansprechende Bilder von Gemüse kleine Kinder zu gesünderer Ernährung bewegen könnten.
Die Allgegenwart mobiler Technologien führt dazu, dass der Mensch mit mehr Bildern von Essen konfrontiert ist als je zuvor in der Menschheitsgeschichte. Die YouGov-Umfrage von 2016 ergab, dass 40 Prozent den Trend eher als enervierend empfinden. Mehr als die Hälfte der Befragten war der Auffassung, Speisefotografie diene nur der Selbstdarstellung.
Kritisiert wird am Begriff selbst, dass er tatsächliche Pornografie verharmlosen könnte. Anzunehmen ist aber, dass er so große Verbreitung gefunden hat, weil eine große Intensität des Betrachtungsgenusses bezeichnet werden soll. Dabei werden die politisch-kulturellen Probleme des Begriffes nicht reflektiert.

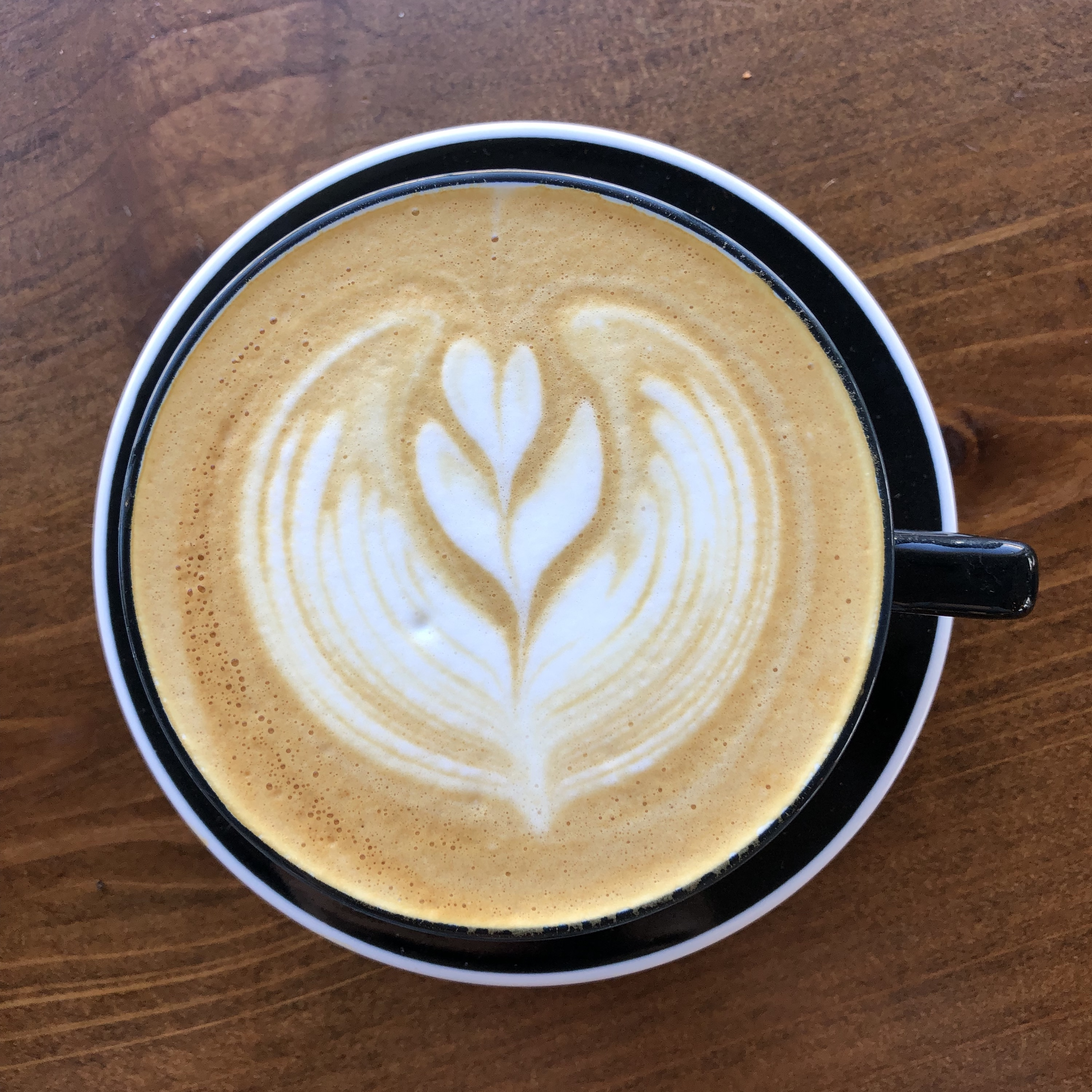
Cappuccino

Eine weitere Kritik am Phänomen besagt, dass die Bilder und Rezepte so weit aus dem wirklichen Leben entfernt sind, dass sie nur als stellvertretende Erfahrung verwendet werden können und etwas Unerreichbares signalisieren und hervorrufen, das den durchschnittlichen Koch oder Verbraucher immer unzulänglicher erscheinen lässt. Studien zufolge führt die Betrachtung von Foodporn im Internet aber auch nicht nur zur passiven Rezeption, sondern auch zum Nachkochen der Speisen. Einer Studie zufolge schmecken vor dem Verzehr fotografierte Speisen sogar besser.
Die Verbreitung einiger Bilder kann auch zu rechtlichen Problemen führen: Eigentümlich und aufwendig gestaltete Speisen können teilweise Urheberrechtsschutz genießen und Fotografien dieser Speisen können ähnlich wie bei einem Kunstwerk nicht ohne Weiteres vervielfältigt und verbreitet werden.
Unter Köchen der Gegenwart wird das Phänomen Foodporn unterschiedlich beurteilt, der Einfluss von Instagram aber anerkannt. Ergebnisse einer Umfrage unter Starköchen ergaben unterschiedliche Meinungen zu dem Trend. Während es Köche gibt, die ein eigenes Benutzerkonto in sozialen Medien betreiben, unter anderem, um damit zu werben, verbieten andere sogar die Nutzung von Smartphones und Kameras in ihrem Restaurant.